# 1888 في كندا
فيما يلي قوائم الأحداث التي وقعت خلال عام 1888 في كندا.

## سياسة

### تعيين في المنصب
- 1 يناير – إدوارد فريدريك كلارك عمدة تورونتو [الإنجليزية]‏.
- 1 يناير – جورج الكسندر دراموند عضو مجلس الشيوخ الكندي ‏.
- 17 مارس – جورج ويليام ألان رئيس مجلس الشيوخ [الإنجليزية]‏.
- 11 يوليو – جيمس تومسون member of the Legislative Assembly of Manitoba ‏.
- 28 سبتمبر – هنري إيمرسون عضو الجمعية التشريعية لنيو برونزويك ‏.
- 8 أكتوبر – جيمس ريد عضو مجلس العموم الكندي.

### انتهاء فترة المنصب
- 1 يناير – جون ماكدونالد عضو مجلس العموم الكندي.
- 11 يوليو – ديفيد هوارد هاريسون member of the Legislative Assembly of Manitoba ‏.
- 21 أغسطس – جون فيرغسون عضو مجلس الشيوخ الكندي ‏.

## مواليد

### يناير
- 1 يناير – جون برترام ستيرلينغ
- 1 يناير – ويليام بينون
- 21 يناير – موريس إيبرت

### فبراير
- 3 فبراير – ميل بروك منافِس أوليمبي كندي.
- 9 فبراير – ويليام روبرت كينغ سياسي كندي.
- 21 فبراير – هاب هولمز لاعب هوكي جليد كندي.
- 23 فبراير – جاي سبنسر كورنوال

### مارس
- 17 مارس – جيف مالون لاعب هوكي جليد كندي.

### أبريل
- 8 أبريل – ميلفيل ماركس روبنسون
- 19 أبريل – نيلسون إس. سميث سياسي كندي.
- 22 أبريل – لويد دوغلاس جاكسون سياسي كندي.

### مايو
- 11 مايو – جيمس كلارك سياسي كندي.
- 16 مايو – آرثر جورج فروست سياسي كندي.

### يونيو
- 4 يونيو – إيرل رودني
- 17 يونيو – روبرت إدوارد كرويشانك عسكري كندي.
- 19 يونيو – ألبرت كير
- 19 يونيو – فرانك جونستون فنان كندي.
- 30 يونيو – جون غراي بانكس سياسي كندي.

### يوليو
- 10 يوليو – جاك ماكنزي

### أغسطس
- 7 أغسطس – ماكس كامبل سياسي كندي.
- 14 أغسطس – ستانلي هال سياسي كندي.
- 18 أغسطس – إدوين كلود بروملي

### سبتمبر
- 2 سبتمبر – دوروثي ستيفنز رسامة كندية.

### أكتوبر
- 6 أكتوبر – جورج وود سياسي كندي.
- 6 أكتوبر – جون هوارد منافِس أوليمبي كندي.
- 20 أكتوبر – كارل كلارك كيميائي كندي.
- 22 أكتوبر – جون ويليام فرينش سياسي كندي.

### نوفمبر
- 1 نوفمبر – بيرتي أوستين لاعب غولف كندي.
- 12 نوفمبر – ويليام هارولد هيكس سياسي كندي.
- 21 نوفمبر – ويليام جيمس دوفي سياسي كندي.
- 22 نوفمبر – روس شيبارد
- 28 نوفمبر – جاك والكر لاعب هوكي جليد كندي.

### ديسمبر
- 4 ديسمبر – تشارلز برايس سياسي كندي.
- 6 ديسمبر – فيلي إيكستاين
- 9 ديسمبر – نورمان إي. كوك سياسي كندي.
- 9 ديسمبر – نورمان شنايدر سياسي كندي.
- 14 ديسمبر – كين راندال لاعب هوكي جليد كندي.

## وفيات

### فبراير
- 29 فبراير – الكسندر روبرتسون (مواليد 1838) سياسي كندي.

### أبريل
- 3 أبريل – جون هاميلتون (مواليد 1827) سياسي كندي.
- 21 أبريل – توماس وايت (مواليد 1830) سياسي كندي.

### مايو
- 1 مايو – ألان إدسون (مواليد 1846) رسام كندي.
- 3 مايو – ويليام ألكسندر هنري (مواليد 1816) سياسي كندي.

### يونيو
- 28 يونيو – جو براون (مواليد 1859) لاعب كرة قاعدة من الولايات المتحدة الأمريكية.

### ديسمبر
- 12 ديسمبر – ويليام مور كيلي (مواليد 1827) سياسي كندي.